# Hjørring (općina)
Hjørring je općina u danskoj regiji Sjeverni Jutland.

## Zemljopis
Općina se nalazi u sjevernom dijelu poluotoka Jutlanda, prositire se na 929,58 km2.

## Stanovništvo
Prema podacima o broju stanovnika iz 2010. godine općina je imala 66.803 stanovnika, dok je prosječna gustoća naseljenosti 71,9 stan/km2. Središte općine je grad Hjørring.

### Veća naselja
| Veća naselja u općini |           |                    |
| Br.                   | Naselje   | Stanovnika (2010.) |
| 1.                    | Hjørring  | 24.892             |
| 2.                    | Hirtshals | 6.268              |
| 3.                    | Sindal    | 3.036              |
| 4.                    | Vrå       | 2.445              |
| 5.                    | Tårs      | 1.984              |
| 6.                    | Løkken    | 1.569              |
| 7.                    | Bindslev  | 1.146              |
| 8.                    | Tornby    | 1.019              |
| 9.                    | Bjergby   | 902                |
| 10.                   | Horne     | 762                |

## Vanjske poveznice
- Službena stranica općine